# Nikola Sekulov
Nikola Sekulov (macedonio: Никола Секулов; Plasencia, Italia, 18 de febrero de 2002) es un futbolista italiano que juega como centrocampista en la U. C. Sampdoria de la Serie B.

## Trayectoria
Nacido en Plasencia, Italia, de padres macedonios, comenzó su carrera juvenil en el Piacenza Calcio en 2007, permaneciendo allí hasta 2012, cuando se trasladó al Parma. En 2015 se incorporó al Pro Piacenza 1919, antes de fichar por la Juventus en 2016.
Debutó en la Serie C con la Juventus de Turín "B" -el equipo de reserva de la Juventus de Turín- el 21 de octubre de 2020 en una derrota por 1-0 ante el F. C. Pro Vercelli 1892. El 22 de septiembre de 2021 marcó el primer gol de su carrera en una victoria por 2-1 contra el U. S. Triestina Calcio 1918. El 17 de octubre marcó un doblete en la victoria por 2-1 contra el 1913 Seregno Calcio. El 29 de octubre amplió su contrato con la Juventus de Turín hasta 2025.

## Selección nacional
Representó a Macedonia internacionalmente en las categorías inferiores hasta la sub-17, cambiando su lealtad a Italia en 2018. Representó a Italia sub-17 en el Campeonato Europeo Sub-17 de la UEFA 2019, llegando a la final de la competición en la que Italia perdió frente a Países Bajos.

## Estilo de juego
Por su estilo de juego de mediocampista ha sido comparado con el ex centrocampista de la Juventus Claudio Marchisio por sus cualidades técnicas, sus movimientos y su altura.

## Estadísticas

### Clubes
Actualizado al último partido disputado el 25 de septiembre de 2024.
| Club                       | Div.          | Temporada     | Liga  | Liga  | Copas nacionales | Copas nacionales | Copas internacionales | Copas internacionales | Total | Total |
| Club                       | Div.          | Temporada     | Part. | Goles | Part.            | Goles            | Part.                 | Goles                 | Part. | Goles |
| -------------------------- | ------------- | ------------- | ----- | ----- | ---------------- | ---------------- | --------------------- | --------------------- | ----- | ----- |
| Juventus Next Gen · Italia | 3.ª           | 2020-21       | 3     | 0     | 0                | 0                | —                     | —                     | 3     | 0     |
| Juventus Next Gen · Italia | 3.ª           | 2021-22       | 38    | 4     | 3                | 0                | —                     | —                     | 41    | 4     |
| Juventus Next Gen · Italia | 3.ª           | 2022-23       | 28    | 4     | 8                | 2                | —                     | —                     | 36    | 6     |
| U. S. Cremonese · Italia   | 2.ª           | 2023-24       | 1     | 0     | 2                | 0                | —                     | —                     | 3     | 0     |
| U. S. Cremonese · Italia   | Total club    | Total club    | 1     | 0     | 2                | 0                | 0                     | 0                     | 3     | 0     |
| Juventus Next Gen · Italia | 3.ª           | 2023-24       | 23    | 9     | —                | —                | —                     | —                     | 23    | 9     |
| Juventus Next Gen · Italia | Total club    | Total club    | 92    | 17    | 11               | 2                | 0                     | 0                     | 103   | 19    |
| Juventus de Turín · Italia | 3.ª           | 2023-24       | 1     | 0     | 0                | 0                | —                     | —                     | 1     | 0     |
| Juventus de Turín · Italia | Total club    | Total club    | 1     | 0     | 0                | 0                | 0                     | 0                     | 1     | 0     |
| U. C. Sampdoria · Italia   | 2.ª           | 2024-25       | 5     | 0     | 1                | 0                | —                     | —                     | 6     | 0     |
| U. C. Sampdoria · Italia   | Total club    | Total club    | 5     | 0     | 1                | 0                | 0                     | 0                     | 6     | 0     |
| Total carrera              | Total carrera | Total carrera | 99    | 17    | 14               | 2                | 0                     | 0                     | 113   | 19    |